# Morti nel 1966/Agosto
| Questa pagina contiene informazioni ricavate automaticamente dalle voci biografiche con l'ausilio del template Bio e di un bot. L'aggiornamento è periodico e automatico e ricostruisce completamente la pagina. Se manca una persona in questa lista, sei pregato di non aggiungerla, ma accertati piuttosto che la sua voce biografica contenga il template Bio e che i dati anagrafici siano correttamente compilati. Se il template Bio manca, inseriscilo tu stesso o, in alternativa, metti l'avviso {{tmp\|Bio}} che ne segnala la mancanza. Se i dati riportati sono sbagliati, correggi direttamente la voce biografica; le modifiche saranno visibili in questa lista entro pochi giorni. Per chiarimenti vedi il progetto biografie. La lista contiene solo le 81 persone che sono citate nell'enciclopedia e per le quali è stato implementato correttamente il template Bio. Pagina aggiornata al 3 mar 2024. |

- 1º agosto - John Spellman, lottatore statunitense (n. 1899)
- 1º agosto - Charles Whitman, criminale statunitense (n. 1941)
- 3 agosto - Lenny Bruce, comico e cabarettista statunitense (n. 1925)
- 3 agosto - René Schick Gutiérrez, politico nicaraguense (n. 1909)
- 3 agosto - Tristan Klingsor, scrittore, pittore e critico d'arte francese (n. 1874)
- 4 agosto - Betty Arlen, attrice e ballerina statunitense (n. 1909)
- 4 agosto - Andrea De Pino, giornalista e attore italiano (n. 1892)
- 4 agosto - Howard Jackson, compositore statunitense (n. 1900)
- 4 agosto - John Northcott, generale australiano (n. 1890)
- 4 agosto - Helen Tamiris, coreografa, ballerina e insegnante statunitense (n. 1905)
- 5 agosto - Ezio Cortesia, ciclista su strada italiano (n. 1893)
- 6 agosto - Carlo Ghigliano, calciatore e allenatore di calcio italiano (n. 1891)
- 6 agosto - Camillo Pellissier, alpinista italiano (n. 1924)
- 6 agosto - Cordwainer Smith, scrittore di fantascienza statunitense (n. 1913)
- 7 agosto - Francesco Calauti, politico italiano (n. 1889)
- 8 agosto - Teddy Billington, pistard statunitense (n. 1882)
- 8 agosto - Ed Lewis, wrestler statunitense (n. 1891)
- 8 agosto - James Soutter, velocista britannico (n. 1885)
- 9 agosto - Axel Alfredsson, calciatore svedese (n. 1902)
- 9 agosto - Henri Fescourt, regista francese (n. 1880)
- 9 agosto - Ettore Leonida Martin, astronomo italiano (n. 1890)
- 10 agosto - Chuck Dressen, giocatore di football americano, giocatore di baseball e allenatore di baseball statunitense (n. 1894)
- 10 agosto - Ivano Ricci, presbitero, storico e poeta italiano (n. 1885)
- 10 agosto - Uco van Wijk, astronomo olandese (n. 1924)
- 11 agosto - Ettore Bellotto, ginnasta italiano (n. 1895)
- 11 agosto - Peg Leg Howell, cantante e chitarrista statunitense (n. 1888)
- 11 agosto - Gastone Simoni, scrittore italiano (n. 1899)
- 12 agosto - Benedetto Carratelli, avvocato e politico italiano (n. 1891)
- 12 agosto - Horace Johnson, pistard britannico (n. 1886)
- 12 agosto - Mike McTigue, pugile statunitense (n. 1892)
- 12 agosto - Pasquale Torre, calciatore italiano (n. 1917)
- 13 agosto - Alessandro Magnaguti, numismatico italiano (n. 1887)
- 13 agosto - Jan Tangen, calciatore norvegese (n. 1923)
- 14 agosto - E.D. Horkheimer, produttore cinematografico statunitense (n. 1881)
- 14 agosto - Duke Slater, giocatore di football americano statunitense (n. 1898)
- 15 agosto - Bruno Calatroni, politico e partigiano italiano (n. 1905)
- 15 agosto - Jan Kiepura, tenore e attore polacco (n. 1902)
- 15 agosto - Jean Levie, presbitero e teologo belga (n. 1885)
- 15 agosto - Seena Owen, attrice e sceneggiatrice statunitense (n. 1894)
- 15 agosto - Gerhart Pohl, scrittore tedesco (n. 1902)
- 16 agosto - Carl Klæth, ginnasta norvegese (n. 1887)
- 16 agosto - Pietro Mura, poeta italiano (n. 1901)
- 16 agosto - Fulvio Palmieri, giornalista, scrittore e sceneggiatore italiano (n. 1903)
- 16 agosto - Günther Rohr, generale tedesco (n. 1893)
- 17 agosto - Ken Miles, pilota automobilistico britannico (n. 1918)
- 17 agosto - François Piétri, politico, storico e militare francese (n. 1882)
- 18 agosto - Louis Renou, storico delle religioni, orientalista e filologo francese (n. 1896)
- 18 agosto - Otto Roettig, generale tedesco (n. 1887)
- 19 agosto - Fritz Bleyl, artista tedesco (n. 1880)
- 19 agosto - Carlo Capra, calciatore e allenatore di calcio italiano (n. 1889)
- 19 agosto - Roby Ferrante, cantante e compositore italiano (n. 1942)
- 20 agosto - Renzo Rivolta, ingegnere e imprenditore italiano (n. 1908)
- 21 agosto - Martin Dooling, calciatore statunitense (n. 1886)
- 22 agosto - Gunnar Aaby, calciatore danese (n. 1895)
- 22 agosto - Vladislav Illič-Svityč, linguista sovietico (n. 1934)
- 22 agosto - Erwin Komenda, designer e progettista austriaco (n. 1904)
- 22 agosto - Niels Petersen, sollevatore danese (n. 1918)
- 23 agosto - Francis X. Bushman, attore, regista e sceneggiatore statunitense (n. 1883)
- 23 agosto - Guillermo Gorostiza, calciatore spagnolo (n. 1909)
- 23 agosto - Enrico Nardi, pilota automobilistico e designer italiano (n. 1907)
- 24 agosto - Tadeusz Bor Komorowski, politico e generale polacco (n. 1895)
- 24 agosto - Lao She, scrittore e drammaturgo cinese (n. 1899)
- 24 agosto - Fritz Osswald, pittore svizzero (n. 1878)
- 24 agosto - Jaime Sarlanga, calciatore e allenatore di calcio argentino (n. 1916)
- 25 agosto - James Bagshaw, calciatore inglese (n. 1885)
- 25 agosto - Lance Comfort, regista e produttore cinematografico britannico (n. 1908)
- 25 agosto - Watse Cuperus, scrittore olandese (n. 1891)
- 25 agosto - William Hunter, velocista statunitense (n. 1883)
- 25 agosto - Alexandre Ryder, regista e sceneggiatore francese (n. 1891)
- 25 agosto - Zoltán Schenker, schermidore ungherese (n. 1880)
- 27 agosto - Carlo Corsi, pittore italiano (n. 1879)
- 29 agosto - Joseph Egger, attore austriaco (n. 1889)
- 29 agosto - Carole Gallagher, attrice statunitense (n. 1923)
- 29 agosto - Bjarne Gulbrandsen, dirigente sportivo e calciatore norvegese (n. 1889)
- 29 agosto - Augusta Vittoria di Hohenzollern-Sigmaringen, regina (n. 1890)
- 29 agosto - Raffaele Marcoli, ciclista su strada italiano (n. 1940)
- 29 agosto - Sayyid Qutb, politico, filosofo e scrittore egiziano (n. 1906)
- 29 agosto - Melvin Beaunorus Tolson, poeta, educatore e politico statunitense (n. 1898)
- 29 agosto - Giacomo Zanussi, generale italiano (n. 1894)
- 31 agosto - Kasimir Edschmid, scrittore tedesco (n. 1890)
- 31 agosto - Jaroslav Jirkovský, hockeista su ghiaccio e calciatore boemo (n. 1891)